# Scontri di Seattle per la conferenza OMC del 1999

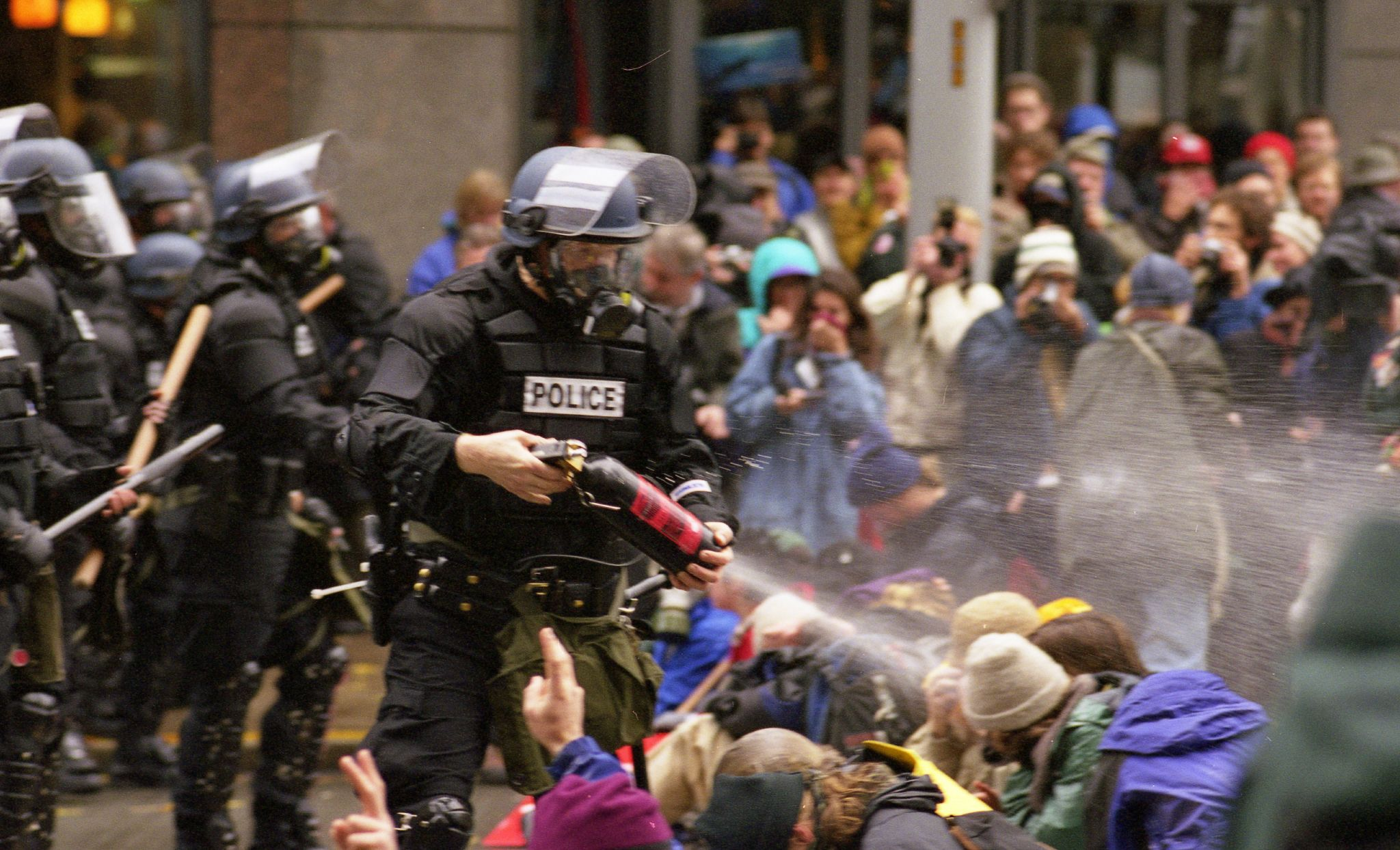
Un agente della polizia spruzza del gas OC sui manifestanti.

Gli scontri di Seattle per la conferenza OMC del 1999 si verificarono durante delle manifestazioni nate in concomitanza allo svolgimento della conferenza dell'Organizzazione mondiale del commercio (OMC) nel 1999, programmata per definire il punto di partenza di un nuovo ciclo di scambi commerciali.
Gli avvenimenti presero piede il 30 novembre 1999, quando l'OMC si è riunita presso il Washington State Convention and Trade Center a Seattle], Stati Uniti. I negoziati furono rapidamente oscurati dalle massicce proteste organizzate al di fuori degli edifici in cui erano presenti i delegati di molti paesi stranieri. Le proteste diedero inizio a quella che divenne la seconda fase del movimento anti-globalizzazione negli Stati Uniti.
Il numero dei dimostranti, anche secondo le stime più basse, fu indicato in oltre 40.000 persone, superando qualsiasi dimostrazione precedente avvenuta negli Stati Uniti nei confronti di un vertice mondiale portato avanti da una delle organizzazioni generalmente associate all'economia globale (come l'OMC, il Fondo monetario internazionale (FMI), (o la Banca Mondiale). Gli eventi sono a volte indicati anche come la "battaglia di Seattle".

## Avvenimenti
La mattina del 30 novembre 1999 i manifestanti assunsero il controllo delle intersezioni e di punti strategici che impedirono ai delegati di ottenere un passaggio dai loro alberghi al Convention Center. Verso mezzogiorno la protesta, che fino ad allora era stata pacifica, degenerò a causa dell'infiltrarsi fra i manifestanti di gruppi anarchici vestiti di nero, i Black bloc, i quali presero d'assalto negozi di multinazionali e banche. Nel frattempo il controllo delle strade dei manifestanti era riuscito a spezzare in due blocchi le forze di polizia, i poliziotti che avevano formato un cordone attorno al centro congressi furono tagliati fuori dal resto della città, rimanendo quindi isolati e impossibilitati ad avere rifornimenti e rinforzi. Il resto dei poliziotti che erano rimasti al di fuori della zona sotto controllo dei manifestanti ha alla fine cercato di sfondare la linea di sbarramento a sud.
Oltre 600 persone furono arrestate nel corso di pochi giorni successivi. Uno in particolare lo scontro violento si è verificato la sera del 30 novembre, quando la polizia ha perseguito i manifestanti in fuga dal centro nel quartiere bohemien di Capitol Hill, usando gas lacrimogeni, spray al pepe, e forza fisica. Un ordine di polizia di quel giorno aveva intanto vietato l'uso o la vendita di maschere anti-gas, provocando le critiche. Il danno per le imprese commerciali da atti di vandalismo e di vendite perse è stato stimato a $ 20 milioni.

## Conseguenze
Le polemiche internazionali sulla gestione della protesta portarono alle dimissioni del capo della polizia di Seattle Norm Stamper, e probabilmente giocò un ruolo importante nella sconfitta di Greg Nickels nelle elezioni primarie del 2001.
Le tattiche utilizzate sia dalle forze di polizia e che dai manifestanti sono state ripetute in successive riunioni di OMC, FMI, Banca Mondiale, Area di Libero Commercio delle Americhe e le altre organizzazioni internazionali, nonché in altre particolari manifestazioni nazionali degli Stati Uniti. Per molti in Nord America e nei circoli anarchici radicali i disordini di Seattle sono stati un successo e sono stati considerati come le più recenti vittorie negli Stati Uniti di questi movimenti, anche se non c'era quasi mai alcuna menzione di " anti-globalizzazione" nei media americani, mentre portarono avanti i motivi per cui non ci si sarebbe dovuti opporre al WTO. Tuttavia questa fu solo la seconda di queste manifestazioni di massa, la prima vera manifestazione che fu la radice di questi movimenti di protesta si ebbe il 12 dicembre 1997 quando furono bloccati i centri città di Melbourne, Perth, Sydney e Darwin.
Il 16 gennaio 2004 la città accordò un pagamento a 157 persone arrestate al di fuori della zona di non-protesta un totale di 250.000 dollari.
Il 30 gennaio 2007 una giuria federale ha sentenziato che la città di Seattle aveva violato il quarto emendamento sui diritti costituzionali dei manifestanti, con l'arresto senza causa probabile o prove concrete.

## Filmografia
- Battle in Seattle - Nessuno li può fermare (Battle in Seattle), regia di Stuart Townsend (2007)